# 7-beon-bang-ui seon-mul
7-beon-bang-ui seon-mul (em coreano:  7번방의 선물) é um filme sul coreano de 2013 dirigido por Lee Hwan-kyung. Do elenco principal fizeram parte Man-shik Jeong, Dal-su Oh, Shin-Hye Park e Won-sang Park. O filme trata-se de uma comédia e melodrama sobre um homem com problemas mentais que foi injustamente preso por assassinato e constrói amizades com os criminosos com quem partilha a cela, e que o ajudam a ver a sua filha novamente, levando-a para dentro da cadeia.   O filme estreou a 23 de janeiro de 2013 na Coreia do Sul.

## Sinopse
Um pai(Ryoo Seung-Ryong), que é deficiente mental ( a sua inteligência é comparável a uma criança de seis anos, idade da sua filha Ye-sung) mas que ama bastante a sua filha, é injustamente acusado de um crime e enviado para a prisão. Os dois vivem alegremente na sua casa. Enquanto que o homem ganha a vida trabalhando num supermercado local a sua filha estuda. Porém, numa corrida brincando entre Yong-gu e a jovem filha do comissário de polícia, ocorre um acidente e a criança é encontrada morta por Yong-gu. Este, ao tentar reanimá-la, é visto e falsamente acusado e condenado à morte por sequestro, agressão sexual e assassinato de um menor. Ye-sung é enviada para uma instituição de acolhimento de crianças e Yong-gu fica preso na cela n°.7, um compartimento mais vigiado da prisão de segurança máxima. Inicialmente, os outros presos que compartilhavam a cela, acreditando no crime que Yong-gu havia sido acusado, agem agressivamente contra o homem deficiente. No entanto, ao longo do tempo foram-se apercebendo que algo de errado se passava com ele. Não compreendendo a sua própria situação dramática, Yong-gu só se preocupa com a sua filha distante. Um dia, ele salva o seu companheiro de cela, uma figura influente na prisão, de um ataque de seu rival. Em troca por ter salvado sua vida, é concedido a Yong-gu um desejo: ver a sua filha Ye-sung novamente. Os prisioneiros, depois de ponderar sobre o tema, realizaram uma operação ousada e, milagrosamente, conseguiram integrar Ye-sung na cela n°7 durante um evento religioso. Enquanto o pai e a filha se alegram juntos, os outros membros da cela preocupam-se com a missão quase impossível, tirá-la da cadeia. Após dias escondida, Ye-sung é encontrada pelos guardas prisionais e enviada de volta para a instituição, mas durante o tempo com prisioneiros, os agentes penitenciários perceberam que Yong-gu foi falsamente acusado, e todos eles se unem, ajudando-o para o seu julgamento final.

## Elenco
- Ryu Seung-ryong - Lee Yong-gu
- Park Shin-hye - Ye-sung
- Kal So-won - young Ye-sung
- Jung Jin-young - Jang Min-hwan
- Oh Dal-su - So Yang-ho
- Park Won-sang - Choi Chun-ho
- Kim Jung-tae - Kang Man-beom
- Jung Man-shik - Shin Bong-shik
- Kim Gi-cheon - Elder Seo

## Prémios e nomeações
2013 Baeksang Arts Awards
- Grand Prize for Film - Ryu Seung-ryong
- Most Popular Actress - Park Shin-hye
- Nomeado - Melhor filme
- Nomeado - Melhor ator - Ryu Seung-ryong
- Nomeado - Melhor ator secundário - Oh Dal-su
- Nomeado - Melhor atriz secundária - Park Shin-hye
- Nomeado - Melhor atriz - Kal So-won
- Nomeado - Melhor roteiro - Lee Hwan-kyung, Kim Hwang-sung, Kim Young-seok

2013 Mnet 20's Choice Awards
- 20's Movie Star, Masculino - Ryu Seung-ryong
- Nomeado - 20's Movie Star, Feminino - Park Shin-hye